# 愛新覚羅胤祐
愛新覚羅 胤祐（あいしんかくら いんゆう、満州語：ᠠᡞᠰᡞᠨ ᡤᡞᠣᠷᠣ
ᠶᡡᠨ ᡳᡠ、転写：aisin-gioro in-io、康熙19年7月25日（1680年8月19日） - 雍正8年4月2日（1730年5月18日））は、清の康熙帝の七男。母は成妃のダイギャ氏。名は雍正帝の即位後に允祐と改めている。

## 生涯
生まれつき足に障碍があったため、帝位継承権をめぐる皇子間の暗闘「九子奪嫡」には巻き込まれなかった。康熙37年（1698年）、ドロイ・ベイレ（多羅貝勒）に封じられ、同48年（1709年）には多羅淳郡王に昇進した。
雍正元年（1723年）、和碩淳親王に昇爵された。この時、胤祉（康熙帝の三男）に協力して、景陵の「神功聖徳碑文」を仕上げた。雍正8年（1730年）に死去。